# Nimonic

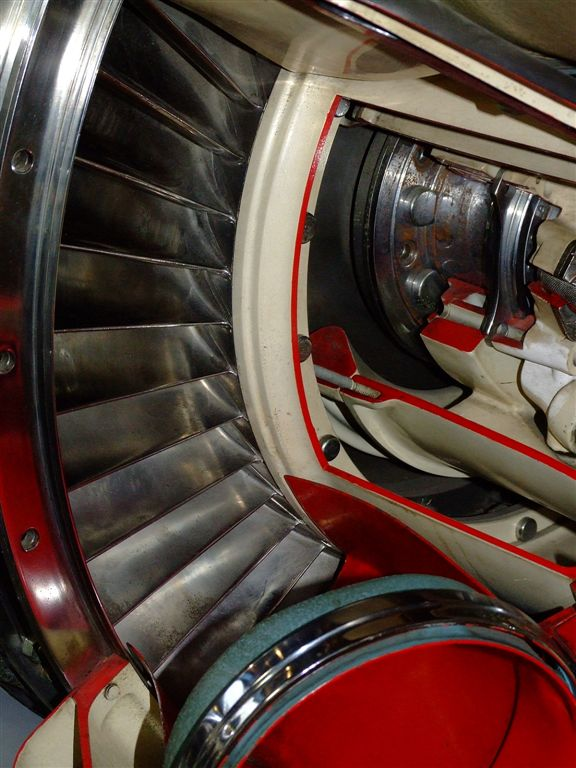
Dettaglio delle palette della turbina di un Rolls-Royce Nene costruite in Nimonic 80A

Nimonic è un marchio registrato della Special Metals Corporation che si riferisce ad una famiglia di superleghe a base di nichel a basso scorrimento viscoso resistenti alla corrosione ad alta temperatura.
Le leghe di Nimonic hanno tipicamente contenuti superiori al 50% di nichel e 20% di cromo con l'aggiunta di elementi quali il titanio e l'alluminio. Trova impiego principalmente nella costruzione di elementi di turbine a gas quali palette di turbina, camere di combustione, valvole per motori a pistoni di elevate prestazioni e parti strutturali del nocciolo dei reattori nucleari.

## Storia
Le superleghe a base di nichel furono sviluppate nei primi anni del Novecento per elementi di riscaldamento di fornaci costituiti da resistenze elettriche. Verso la fine degli anni venti, per ridurre lo scorrimento viscoso alle alte temperature, furono aggiunte piccole quantità di alluminio e titanio alla lega formata originariamente dall'80% di nichel e 20% di cromo.
Nei primi anni quaranta, la Wiggin di Hereford, in Inghilterra, brevettò, in supporto agli esperimenti di Whittle sui motori a reazione della sua compagnia Power Jets, la lega Nimonic 75, che allegava alla base 80/20 di nichel e cromo, piccole quantità di titanio e carbonio.
Successivamente furono brevettate altre leghe della stessa famiglia tra cui la Nimonic 80A, ancora oggi largamente impiegata nelle turbine a gas, e la Nimonic 263, sviluppata dalla Rolls-Royce per la camera di combustione dell'Olympus installato sull'aereo da trasporto supersonico Concorde.

## Tecnica
Un materiale tende a ridurre la sua resistenza meccanica al crescere della sua temperatura, fino ad annullarsi del tutto in prossimità della temperatura di fusione (che per il nichel è di 1455 °C). Le leghe a base di nichel hanno la proprietà di mantenere valori di resistenza meccanica relativamente elevati anche a temperature che sono l'80% di quella di fusione.
Nelle prime superleghe Nimonic, le caratteristiche meccaniche erano dovute principalmente al processo di indurimento per precipitazione. Nelle serie successive, l'aggiunta di piccole quantità (fino al 2-3%) di alluminio e titanio contribuirono a migliorare le caratteristiche di resistenza meccanica e scorrimento viscoso alle alte temperature. Percentuali superiori di alluminio (fino al 6%) unite alla presenza di cromo rendono queste leghe particolarmente resistenti all'ossidazione.
Successivamente alla forgiatura del pezzo, possono poi essere applicati ulteriori profili di riscaldamento ed indurimento in grado di modificare i grani della lega (e quindi le sue proprietà meccaniche) a seconda del campo di utilizzo.

## Composizione
| Nimonic | Elementi (% massime di contenuto in peso in base nichel) | Elementi (% massime di contenuto in peso in base nichel) | Elementi (% massime di contenuto in peso in base nichel) | Elementi (% massime di contenuto in peso in base nichel) | Elementi (% massime di contenuto in peso in base nichel) | Elementi (% massime di contenuto in peso in base nichel) | Elementi (% massime di contenuto in peso in base nichel) | Elementi (% massime di contenuto in peso in base nichel) | Elementi (% massime di contenuto in peso in base nichel) | Elementi (% massime di contenuto in peso in base nichel) | Elementi (% massime di contenuto in peso in base nichel) | Elementi (% massime di contenuto in peso in base nichel) | Elementi (% massime di contenuto in peso in base nichel) | Elementi (% massime di contenuto in peso in base nichel) | Elementi (% massime di contenuto in peso in base nichel) | Elementi (% massime di contenuto in peso in base nichel) | Elementi (% massime di contenuto in peso in base nichel) |
| Nimonic | Cromo                                                    | Ferro                                                    | Molibdeno                                                | Bismuto                                                  | Cobalto                                                  | Manganese                                                | Rame                                                     | Alluminio                                                | Titanio                                                  | Silicio                                                  | Carbonio                                                 | Zolfo                                                    | Piombo                                                   | Boro                                                     | Zirconio                                                 | Argento                                                  | Alluminio e Titanio                                      |
| ------- | -------------------------------------------------------- | -------------------------------------------------------- | -------------------------------------------------------- | -------------------------------------------------------- | -------------------------------------------------------- | -------------------------------------------------------- | -------------------------------------------------------- | -------------------------------------------------------- | -------------------------------------------------------- | -------------------------------------------------------- | -------------------------------------------------------- | -------------------------------------------------------- | -------------------------------------------------------- | -------------------------------------------------------- | -------------------------------------------------------- | -------------------------------------------------------- | -------------------------------------------------------- |
| 75      | 18,0-21,0                                                | 5,0                                                      |                                                          |                                                          |                                                          | 1,0                                                      | 0,5                                                      |                                                          | 0,2-0,6                                                  | 1,0                                                      | 0,08-0,15                                                |                                                          |                                                          |                                                          |                                                          |                                                          |                                                          |
| 80A     | 18,0-21,0                                                | 3,0                                                      |                                                          |                                                          | 2,0                                                      | 1,0                                                      | 0,2                                                      | 1,0-1,8                                                  | 1,8-2,7                                                  | 1,0                                                      | 0,1                                                      | 0,015                                                    | 0,0025                                                   | 0,008                                                    | 0,15                                                     |                                                          |                                                          |
| 263     | 19,0-21,0                                                | 0,7                                                      | 5,6-6,1                                                  | 0,0001                                                   | 19,0-21,0                                                | 0,6                                                      | 0,2                                                      | 0,6                                                      | 1,9-2,4                                                  | 0,4                                                      | 0,04-0,08                                                | 0,007                                                    | 0,002                                                    | 0,005                                                    |                                                          | 0,0005                                                   | 2,4-2,8                                                  |